# Kophosphaera politissima
Kophosphaera politissima är en mångfotingart som beskrevs av Carl Graf Attems 1935. Kophosphaera politissima ingår i släktet Kophosphaera och familjen Zephroniidae. Inga underarter finns listade i Catalogue of Life.